# Max Seeck
Max Seeck (Hèlsinki, 1985) és un  escriptor, productor i director de pel·lícules i guionista finlandès. És un autor de best-sellers publicat a més de 40 països. Va entrar a la llista de best-sellers de The New York Times. El 2016 va guanyar el premi de debut Thriller de la Finish Whodunnit Society. Max Seeck és un dels autors més reconeguts i reeixits del nou noir finlandès. És un àvid lector de novel·les policials nòrdiques i durant el procés d'escriptura, no prescindeix en el seu procediment de la investigació meticulosa i de l'escolta de bandes sonores de pel·lícules.
El finès és la llengua materna de Max Seeck, i també parla anglès i alemany. Va treballar en vendes i màrqueting però avui es dedica a temps complet a la seva gran passió, escriure.
Viu amb la seva dona i el seu fill a prop d'Hèlsinki.

## Filmografia
- Swingers (2018) un dels productors del film.[5]
- Täydellinen joulu (2019) un dels productors del film.[5]
- Koputus (2022) Va escriure i dirigir la pel·lícula en col·laboració amb Joonas Pajunen.[6]

## Escrits
Sèrie de Daniel Kuisma
- Hammurabin enkelit (2016)
- Mefiston kosketus (2017)
- Haadeksen kutsu (2018)

Sèrie de Jessica Niemi
- Uskollinen lukija (2019)
- Pahan verkko (2020)
- Kauna (2021)
- Loukko (2022)